# Liste der Bodendenkmale in Altdöbern
In der Liste der Bodendenkmale in Altdöbern sind alle Bodendenkmale der brandenburgischen Gemeinde Altdöbern und ihrer Ortsteile aufgelistet. Grundlage ist die Veröffentlichung der Landesdenkmalliste mit dem Stand vom 31. Dezember 2020.  Die Baudenkmale sind in der Liste der Baudenkmale in Altdöbern aufgeführt.
|   | Gemarkung        | Flur | Kurzansprache | Bodendenkmalnummer | Bemerkung | Bild |
| - | ---------------- | ---- | --- | ------------------ | --------- | ---- |
| 1 | Altdöbern (Lage) | 1    | Steinkreuz Neuzeit, Altstadt deutsches Mittelalter, Kirche deutsches Mittelalter, Friedhof Neuzeit, Friedhof deutsches Mittelalter, Altstadt Neuzeit, Kirche Neuzeit, Steinkreuz deutsches Mittelalter | 80122              |           |      |
| 2 | Altdöbern (Lage) | 5    | Dorfkern Neuzeit, Dorfkern deutsches Mittelalter | 80254              |           |      |
| 3 | Altdöbern (Lage) | 2    | Siedlung Eisenzeit, Dorfkern Neuzeit, Dorfkern deutsches Mittelalter | 80255              |           |      |
| 4 | Altdöbern (Lage) | 1    | Burg deutsches Mittelalter, Schloss Neuzeit | 80259              |           |      |
| 5 | Ranzow (Lage)    | 1    | Dorfkern deutsches Mittelalter, Dorfkern Neuzeit | 80113              |           |      |
| 6 | Ranzow (Lage)    | 1    | Siedlung Urgeschichte | 80256              |           |      |
| 7 | Reddern (Lage)   | 1    | Turmhügel deutsches Mittelalter, Dorfkern deutsches Mittelalter, Dorfkern Neuzeit, Kirche deutsches Mittelalter, Kirche Neuzeit, Friedhof deutsches Mittelalter, Friedhof Neuzeit, Schloss Neuzeit     | 80150              |           |      |